# Pseudorhynchus calamus
Pseudorhynchus calamus är en insektsart som beskrevs av Rehn, J.A.G. 1909. Pseudorhynchus calamus ingår i släktet Pseudorhynchus och familjen vårtbitare. Inga underarter finns listade i Catalogue of Life.